# Fredrik Ahlfors
Carl Göran Fredrik Ahlfors, född 20 juni 1968 i Växjö, är en svensk författare. 
Fredrik Ahlfors växte upp i småländska Växjö och flyttade 1989 till Lund där han studerade filosofi och idéhistoria. 1994 flyttade han till Göteborg och utbildade sig till läkare. 
Han debuterade 2006 med romanen Uthamn och utkom senare samma år med boken Arne Ljunghed och de små röda jävlarna som innehåller korta prosastycken. 2011 utkom hans andra roman, Daniil Charms och jag. Det är en fiktiv berättelse där den ryska absurdisten Daniil Charms ingår i persongalleriet. Fredrik Ahlfors' texter präglas av en kortfattad och poetiskt precis stil. 
2016 utkom på bokförlaget Trombone Den här diktsamlingen ges ut i samarbete med tillsammans med Björn Wickenberg. Det är en konceptdiktsamling som frågar sig hur fri konsten kan vara om den sponsras av näringslivet. Med en blandning av absurd humor, tragik och djupaste allvar har lösryckta meningar och citat från mängder av reklamtexter fogats samman till dikter med helt nya innebörder.
2020 utkom på bokförlaget Trombone romanen Remington. En tavla och den enorma månen har en central betydelse i denna fantastiska historia. En oförklarlig översvämning får ödesdigra konsekvenser för människorna i ett litet hyreshus på Järnvägsgatan i Växjö.